# Rovana di Campo
La Rovana di Campo è un fiume  che nasce presso il Pizzo dei Croselli in Italia a 2709 m s.l.m., ma che dopo pochi chilometri percorsi in questo paese, con il nome di Rio Colobiasca, entra in Svizzera all'altezza dei Mött di Tirman nel comune di Campo (Vallemaggia), in Canton Ticino.

## Percorso
La Rovana di Campo percorre circa 5 km in  Italia e circa 14 km in Svizzera. I suoi maggiori tributari sono il Rio della Stufa, il Ri di Magnello, il Ri di Sfii, il Ri d' Arnàu e il Valle di Niva. La Rovana di Campo forma la Val di Campo e Bagna i territori di Cimalmotto, Campo (Vallemaggia), Piano di Campo, San Carlo e Niva.
Dalla confluenza della Rovana di Campo e della Rovana di Bosco nasce il fiume Rovana, tributario della Maggia.